# Purullena
Purullena è un comune spagnolo di 2 563 abitanti situato nella comunità autonoma dell'Andalusia.